# Seyed Hossein Moareb
Seyed Hossein Moareb Khoravani (ur. 23 sierpnia 1947 w Meszhedzie) – irański zapaśnik walczący w stylu klasycznym. Olimpijczyk z Meksyku 1968, gdzie odpadł w eliminacjach w kategorii 63 kg.